# Earth, Wind & Fire (musikalbum)
Earth, Wind & Fire är det självbetitlade debutalbumet av den amerikanska gruppen Earth, Wind & Fire, släppt år 1970. Gruppens uppställning skiljer sig till stor del från den grupp som i mitten av 1970-talet skulle få internationella framgångar. Den här upplagan av gruppen splittrades strax efter det andra albumet - The Need Of Love.
Soundet på det här albumet är mycket grövre och råare än det som bandet senare år skulle bli känt för. Ledaren Maurice White, som skulle komma att bli gruppens frontfigur under senare år, nöjer sig här med att sitta bakom trummorna. Hans röst smälte bra in med resten av bandmedlemmarna. Oväntat, med tanke på att hans röst skulle ha en sådan betydelse under gruppens toppår. 
Med Love is Life från albumet fick gruppen en blygsam hit.

## Låtlista
| 1. | Help Somebody    | 3:37 |  |
| 2. | Moment of Truth  | 3:08 |  |
| 3. | Love is Life     | 5:02 |  |
| 4. | Fan the Fire     | 4:59 |  |
| 5. | C'mon Children   | 3:08 |  |
| 6. | This World Today | 3:33 |  |
| 7. | Bad Time         | 4:31 |  |